# Mucroberotha copelandi
Mucroberotha copelandi is een insect uit de familie van de Berothidae, die tot de orde netvleugeligen (Neuroptera) behoort. 
Mucroberotha copelandi is voor het eerst wetenschappelijk beschreven door U. Aspöck & H. Aspöck in 1997.